# Zelotes somaliensis
Zelotes somaliensis este o specie de păianjeni din genul Zelotes, familia Gnaphosidae, descrisă de Fitzpatrick în anul 2007.
Este endemică în Somalia. Conform Catalogue of Life specia Zelotes somaliensis nu are subspecii cunoscute.